# Whangarei
Whangarei (maori: [faŋaˈɾɛi]; pronúncia em inglês: [ˌfɒŋəˈreɪ] ou [ˌwɒŋəˈreɪ]) é a cidade mais setentrional da Nova Zelândia e a capital da região Northland. Integra o Distrito de Whangarei, criado em 1989 para a administração da própria cidade e os territórios do interior dos anteriores concelhos de Cidade de Whangarei, Condado de Whangarei e Conselho de Hikurangi. A população ronda os 56,400 habitantes (junho 2016), uma subida de quase dez mil em relação a 2001.
A sua área urbana estende-se pelos vales colindantes e inclui vários subúrbios com uma população estimada de 85,900 habitantes em 2015.